# 검은 고양이 흰 고양이
《검은 고양이 흰 고양이》(Black Cat, White Cat)는 1999년 공개된 로맨틱 코미디 영화이다.

## 줄거리
세르비아의 작은 로마니족 밀수업자 마트코는 연료 밀수 계획을 세우고, 이를 위해 돈을 빌리려 옛 친구인 휠체어 탄 갱스터 그르가 피티치를 찾아간다. 마트코는 동료 다단과 함께 계획을 세우지만, 다단은 마트코를 배신하고 혼자 밀수를 진행한다. 빚을 갚지 못하게 된 마트코는 다단에게 아들 자레를 다단의 난쟁이 여동생 아프로디타와 결혼시키는 조건으로 빚을 탕감받기로 한다. 하지만 자레는 술집 종업원 이다와 사랑하는 사이고, 아프로디타 역시 자신의 이상형을 기다리고 있었다. 
다단은 아프로디타를 강제로 결혼시키려 하고, 자레는 이다로부터 결혼 계획을 듣게 된다. 한편, 자레는 집시 밴드의 도움을 받아 병원에 입원한 할아버지 자리예를 데려온다. 그르가 피티치 역시 손자들의 결혼 문제로 골머리를 앓고 있다. 마트코의 집에서 열린 결혼식에서 자리예가 갑자기 죽은 것처럼 보이지만, 다단은 결혼식을 강행하기 위해 자리예의 시신을 다락방에 숨긴다. 이다는 사랑하는 자레가 다른 여자와 결혼하는 모습에 슬퍼한다. 결혼식 도중 신부가 도망치고, 다단과 마트코는 신부를 쫓는다. 도망치던 신부는 우연히 그르가 피티치의 손자 그르가 벨리키를 만나 첫눈에 사랑에 빠진다. 그르가 피티치는 손자가 짝을 찾았다는 사실에 기뻐하며 다단에게 결혼을 인정하도록 강요한다. 
신랑 자레는 이다와 이다의 할머니 수이카와 함께 다단을 골탕먹일 계획을 세우고, 다단은 수이카가 준 설사약을 탄 음료를 마시고 화장실에서 망신을 당한다. 다단이 망신을 당하는 사이 마트코는 다단과 함께 다락방에 숨긴 자리예의 시신이 살아나 있는 것을 발견한다. 알고 보니 자리예와 그르가 피티치는 죽은 것이 아니었다. 25년 만에 재회한 두 사람은 서로가 죽은 줄 알고 있었다. 혼란스러운 와중에 자레는 결혼식 사회자를 총으로 위협하여 이다와 결혼식을 올리고, 할아버지들의 축복을 받으며 강을 따라 배를 타고 떠난다.

## 출연

### 주연
- 스디안 토도로빅
- 브란카 카티치
- 루비카 아조빅

### 조연
- 자비트 메메도브

## 기타
- 의상: 네보사 리파노빅

## KBS 성우진 (2003년 7월 20일)
- 김익태 - 맛코(바이람 세베르잔)
- 설영범 - 다단(스르잔 토도로비치)
- 함수정 - 이다(브란카 카티치)
- 김우정 - 자레(플로리얀 아이디니)
- 정기항 - 자레 할아버지
- 최흘 - 그르가
- 이봉준 - 그르가 손자
- 정민희 - 노파
- 구민선 - 딱정벌레
- 조동희 - 역무원
- 황원 - 사회자
- 김영진 - 사펫
- 이원준 - 그르가 작은 손자